# Roberto Pagnani
Roberto Pagnani (Ravenna, 29 dicembre 1914 – Santarcangelo di Romagna, 8 maggio 1965) è stato un collezionista d'arte italiano, direttore di Democrazia dal 25 agosto 1945 al 6 aprile 1946.

## Biografia
Roberto Pagnani, nacque il 29 dicembre 1914 a Ravenna, figlio di Giovanni Pagnani, commerciante, e Demarista Bandini. Iniziò studi di tipo umanistico che interruppe allo scoppio della seconda guerra mondiale. Intraprese quindi un'attività politica clandestina scrivendo articoli e diffondendo volantini a Ravenna contro la dittatura fascista. Durante questo periodo strinse amicizia con Mario Pasi, come si evince dal ricco epistolario tra i due.
Roberto era un partigiano ed un intellettuale di stampo liberale e repubblicano ma vantava sodalizi e rapporti di fiducia con una più vasta area politica che sosteneva la lotta contro il nemico comune nazifascista. Difatti Pagnani collaborò con Benigno Zaccagnini scrivendo articoli sul settimanale “Democrazia”, organo del Comitato di Liberazione Nazionale. All'indomani della fine della guerra Roberto Pagnani succedette a Zaccagnini come direttore responsabile del giornale Democrazia dal 25 agosto 1945 fino alla chiusura alla vigilia delle elezioni amministrative del 6 aprile 1946. Vari sono gli articoli da lui firmati in questo periodo: Un Martire Comunista scrittore: Mario Pasi; Legalità e arbitrio; Bulow, al secolo Arrigo Boldrini; Onestà politica.
Lo stesso Arrigo Boldrini nel suo Diario ricorda come quartier generale dove si mise a punto la liberazione di Ravenna “…Villa Ghigi, nel Sobborgo San Biagio...” E ricorda il ruolo di Roberto Pagnani e della futura moglie Raffaella Ghigi.
Proprio in questi anni Pagnani rivela i suoi primi interessi per l’arte contemporanea sviluppati nelle pagine di Democrazia.
È questo il periodo in cui Pagnani stringe legami con pittori, galleristi e critici d’arte di respiro internazionale che lo porteranno a creare una collezione d’arte di notevole valore nella sua abitazione. La villa fu fatta costruire proprio come casa-galleria dall'architetto ravennate Luciano Galassi, diventando anche un significativo cenacolo culturale frequentato dai più grandi nomi della cultura italiana e straniera dell’epoca: Francesco Arcangeli, Ben Shahn, Georges Mathieu, Mattia Moreni, Elisabeth Mann-Borgese, Raffaele Carrieri, Giò Pomodoro, Ivo Pannaggi e tanti altri. Tutte queste figure e il ruolo che esse hanno rivestito nella vicenda intellettuale e umana di Pagnani, sono documentate nelle lettere e fotografie dell’Archivio Ghigi-Pagnani. Il pittore francese Georges Mathieu fu invitato da Pagnani a realizzare un suo mosaico Omaggio ad Odoacre per la mostra sui Mosaici Moderni realizzata a Ravenna nel 1959. Sempre nell’Archivio Ghigi-Pagnani sono presenti lettere e fotografie che testimoniano il soggiorno dell’artista. La casa di Pagnani fu anche frequentata dal regista cinematografico Michelangelo Antonioni che scelse un’opera della galleria del collezionista ravennate, La Sagra della Primavera del pittore spazialista Gianni Dova, per inserirla nelle riprese del film Il Deserto Rosso, girato nel 1964 a Ravenna.
Infine Roberto Pagnani incoraggiò il giovane critico Alberto Martini, fondatore a Milano con i Fratelli Fabbri Editori della fortunata collana de I Maestri del Colore, ad organizzare le prime mostre di pittura contemporanea nella “Galleria Annafietta” in Via Argentario a Ravenna. Nel 1962 la galleria ospita la prima personale dell’artista francese Daniel Pommereulle (1937-2003) curata da Pagnani che acquisterà la maggior parte delle opere esposte.

### Il rapporto con Mattia Moreni
Roberto Pagnani stringe un legame molto importante, come collezionista, con Mattia Moreni. Si incontrano alla metà degli anni ’50 e frequentano a Bologna il critico e storico dell’arte Francesco Arcangeli. La prima opera d’arte di Moreni acquistata da Pagnani è L’Urlo del sole, dipinta nel 1954, e considerata il suo capolavoro del periodo informale.
E' Pagnani ad aiutare Moreni quando questi è costretto a lasciare lo studio della “Bonarella”, trovando per lui delle nuove stanze dove dipingere nel seicentesco Palazzo San Giacomo di Russi,  che conserva, ancora oggi, in alcune delle stanze adibite a studio, le tracce del pennello lasciate sui muri da Moreni nell'atto di scaricare i colori.
Dopo L'Urlo del Sole, Pagnani acquista L’Incendio sul mare, che parteciperà all'esposizione, organizzata dall’Ente Autonomo La Biennale di Venezia, Dal Futurismo ad oggi. Pittori e scultori italiani. L’artista stesso si preoccupa della disposizione dei propri dipinti in casa del collezionista.

### La scomparsa
L'8 maggio 1965, di ritorno da una serata a Santarcangelo di Romagna Roberto Pagnani e la moglie Raffaella Ghigi morirono in un incidente stradale. In auto con loro erano presenti anche Alberto Martini, la terza vittima, e la moglie di quest'ultimo, unica sopravvissuta.
Il 15 maggio 2017, a Ravenna, gli è stato intitolato il parco pubblico nei pressi di via Elba.